# Nolana adansonii
Nolana adasonii es una de las 89 especies pertenecientes al género Nolana presentes en Perú y Chile, el cual corresponde a la familia de las solanáceas (Solanaceae). Esta especie se encuentra distribuida desde el sur del Perú y desde la Región de Arica y Parinacota hasta la Región de Tarapacá en Chile.

## Descripción
La Nolana adansonii se encuentra descrita como una hierba anual pequeña, es además una planta recta y glabra. A partir de la mitad de su altura aparecen tallos ramificados de color oscuro, son resinosos y le otorgan una imagen brillante similar a la humedad en su superficie. Esta es una característica muy distintiva de esta especie. 
Se caracteriza por tener flores pequeñas y solitarias, axilares, posee de 5 pétalos unidos con forma de campana o embudo o gamopétalas, su corola es de color lila pálido. La parte interior de la flor o garganta es de color violeta oscuro. Posee 5 estambres de color violeta y anteras del mismo color. Su flor es similar a la Nolana humifusa.
Su fruto está formado por 15 a 20 mericarpos reunidos en 2 a 3 series. las semillas de color negro.
Esta especie según la morfología foliar, presenta hojas con forma de corazón, con el peciolo ensanchado en la base, son gruesas y abundantes, también pueden verse resinosas y brillantes en los extremos.
Crece en sectores costeros cerca del mar entre los 0 hasta los 500 metros sobre el nivel del mar y también en quebradas de la cordillera costa que 
son cubiertos por neblinas costeras o camanchaca. Recibe precipitaciones por condensación, tiene su mayor desarrollo cuando caen lluvias. Las plantas se encuentran expuestas a la luz pero con protección por la nubosidad costera. Posee una zona de distribución muy reducida en Chile. En Perú se encuentra en la costa de Atiquipa, Departamento de Arequipa.
Habita en un clima de rusticidad USDA equivalente a zonas 10 y 11.

## Nombres vernáculos
Esta especie es conocida simplemente como 'Suspiro' en Chile y como 'Nolana' o 'Chaves' en Perú.

## Importancia
Esta es especie conocida como 'Suspiro' constituye una de las escasas flores que crecen en la costa del desierto de Tarapacá

## Amenazas
Una de las principales amenazas de esta especie la constituyen factores antrópicos como la urbanización y ocupación del borde costero, la actividad minera y la corta por turistas y por el paso de vehículos durante competencias deportivas.